# Бабакај
Бабакај (рум. Baba Caia) је кречњачка стена

у кориту румунског дела Дунава, наспрам Голубачког града, ближе румунском насељу Коронини. 
Налази се на 1.039,4 km од ушћа Дунава. Због шпицастог врха који се издиже неколико метара изнад површине воде природна је атракција на самом улазу у Голубачку клисуру и у морфолошком смислу сматра се симболом почетка клисуре. У прошлости је била оријентир поморцима и указивала на опасност у пловидби. 
О пореклу имена постоји више легенди. По једној, неки младић, Маџар „из прека”, украо је најлепшу девојку из харема турског аге, заповедника Голупца. Турчин их је стигао на обали Дунава, младићу одрубио главу и обесио је неверној жени око врата. Жену је приковао за стену, да јој вране и гаврани кидају месо, рекавши јој: „Бабо, кај се!”, по чему је стена названа.

## Галерија
- Стена Бабакај и Голубачки град у позадини на слици из 1891. године
- Слика Ђорђе Крстић: Бабакај 1892.
- Поглед на Бабакај из Коронинија
- Бабакај 1963.